# Radartoren Tweede Maasvlakte

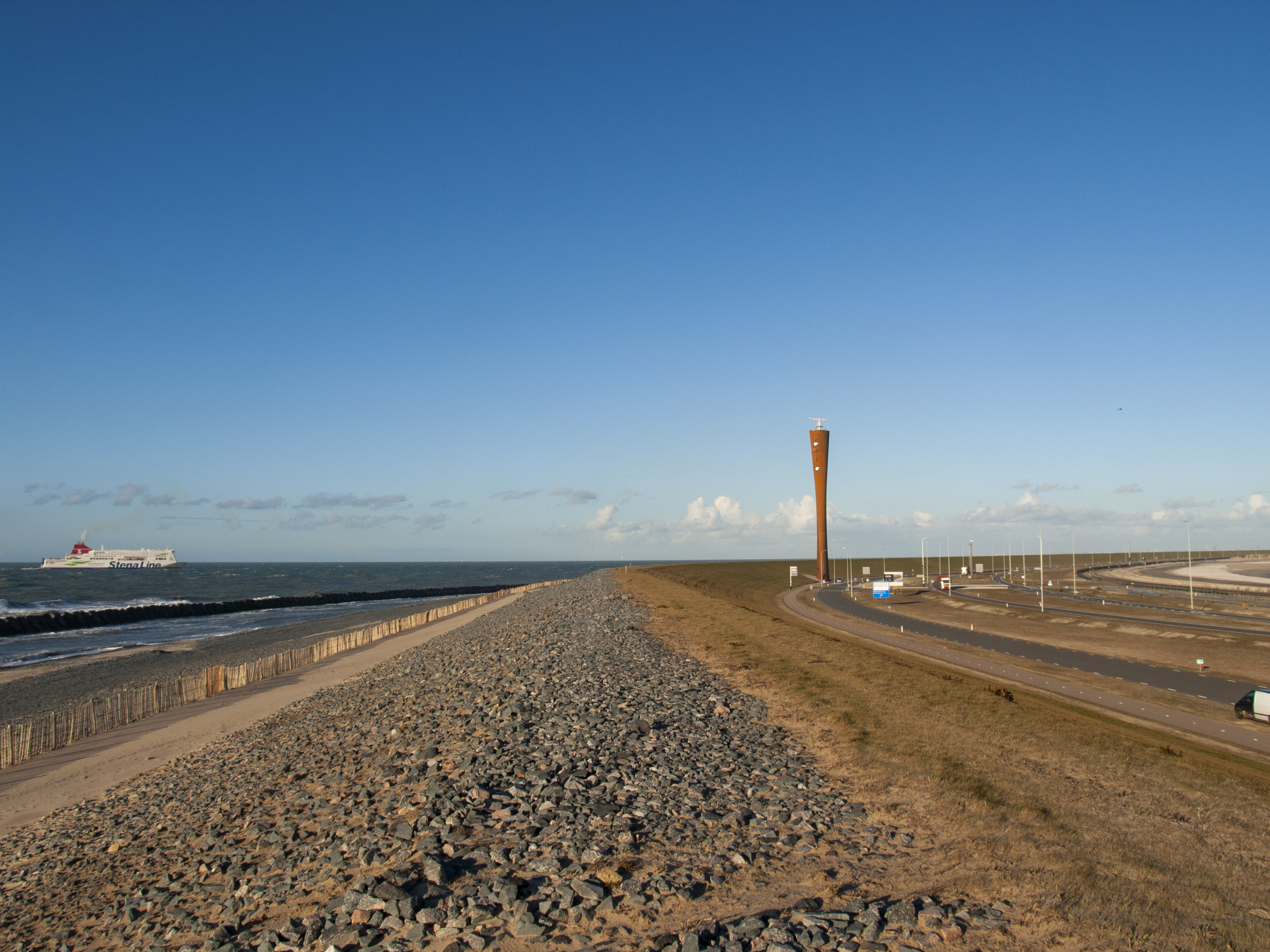
Radartoren Tweede Maasvlakte met Stenaline

De Radartoren Tweede Maasvlakte is een radarpost op de Tweede Maasvlakte, onderdeel van de Haven van Rotterdam, in de Nederlandse gemeente Rotterdam. De toren staat aan de Prinses Máximaweg achter de zeewering.

## Geschiedenis
Na een aanbestedingsprocedure werd de bouw van de toren in januari 2017 aan de aannemer Hollandia Infra.
Op vrijdag 12 oktober 2018 werd de radartoren in gebruik genomen. De radartoren vervangt hiermee de radarscanner op de vuurtoren aan de Maasvlakte.

## Bouwwerk
De toren heeft een hoogte van 70 meter en is gemaakt van cortenstaal. In de radartoren bevindt zich naast een radar ook marifoonapparatuur voor de communicatie met de scheepvaart. Ook is de toren bedoeld voor datacommunicatie met Lichtplatform Goeree.
De toren heeft een ovaalvormige brede voet onderaan, slanke taille in het midden en een ovaalvormig breder deel bovenaan.